# سيمن أجدستاين
سيمن أجدستاين (بالنرويجية البوكمول: Simen Agdestein)‏ Simen Agdestein لاعب شطرنج نرويجي يحمل لقب أستاذ كبير.
- ولد في 15 مايو 1967.
- فاز ببطولة النرويج سبع مرات.
- توج بطلا للشطرنج في النرويج في سن 15.
- حصل على لقب أستاذ دولي في سن 16.
- حصل على لقب أستاذ كبير في سن 18.
- سيطر على بطولات النرويج والشمال في فترة الثمانينات.
- عمل مدرب شطرنج وألف العديد من كتب الشطرنج. كما كتب السيرة الذاتية لماغنوس كارلسن.
- عمل مدرباً لماغنوس كارلسن وشقيق إسبن أجدستاين مدربه الحالي.
- مارس بجانب الشطرنج كرة القدم ولعب ضمن منتخب النرويج لكرة القدم. ولعب في مركز المهاجم.

## مسيرته الكروية
لعب سيمن أجدستاين خلال مسيرته الاحترافية مع نادِ واحدٍ في تسعة مواسم وسجل خلالها 37 هدفًا ضمن 92 مباراة. ولم يفز بأي موسم بالكأس أو بالدوري.
خاض سيمن أجدستاين مسيرته مع نادي لين في موسم 1984 ليلعب معه تسعة مواسم، مشاركًا في 92 مباراة سجل خلالها 37 هدفًا.

## روابط خارجية
- سيمن أجدستاين على موقع IMDb (الإنجليزية)
- سيمن أجدستاين على موقع الاتحاد الدولي للشطرنج (الإنجليزية)
- سيمن أجدستاين على موقع مباريات الشطرنج (الإنجليزية)
- سيمن أجدستاين على موقع 365Chess.com (الإنجليزية)
- سيمن أجدستاين على موقع Chesstempo.com (الإنجليزية)
- سيمن أجدستاين على موقع اتحاد المراسلات الدولية للشطرنج (الإنجليزية)
- سيمن أجدستاين على موقع الاتحاد الأمريكي للشطرنج (الإنجليزية)
- سيمن أجدستاين سجل أولمبياد الشطرنج على موقع OlimpBase.org (الإنجليزية)
- سيمن أجدستاين على موقع اتحاد النرويج (النرويجية)
- سيمن أجدستاين على موقع قاعدة بيانات كرة القدم.إي يو (الإنجليزية)
- سيمن أجدستاين على موقع ناشيونال فوتبول تيمز (الإنجليزية)